# 斜行
斜行（しゃこう）とは、公営競技において斜めに走行することを指す用語である。斜行により、他の競技者（馬）の走行を妨害したと判定されたときは、反則行為として制裁が科される。

## 競馬
競馬では、レース中に走っている馬が斜めに走り出す事である。「もたれる」の表現も斜行と同じ意味で使われる。当然真っ直ぐだけに走らせ続けることは不可能であるので、自分より横や2馬身以内の後方に馬がいないこと、進路変更が他馬の走行に妨害を与えるもので無いこと（前を走る馬を抜きに掛かる余力が残っていない状態を含む）などを条件として、斜め・横に進路を取ることが許されている。これに該当しない斜め・横方向への進路選択を斜行という。
斜行するとその横にいる馬だけでなく、後ろを追走していて追い抜きにかかる馬が非常に危険にさらされ、時には接触または避けようとして落馬などに至る場合がある。この場合、斜行した馬に騎乗した騎手に制裁が科されることが多い。軽い場合（馬の癖などによる斜行など）や過失が馬に起因し騎手が進路修正を行なっていたと認められた場合などは戒告や制裁金で済むこともあるが、悪質なもの（後続の馬が落馬、または騎手がバランスを崩し落馬寸前まで至る等）にはその騎手に対して降着や失格と判定し、次週以降の騎乗停止処分を科すこともある。
降着制度は1953年に西ドイツで採用され、その後採用した国が多くなり、1990年頃になると世界にはこの制度が一般的のものとなっていたが、日本競馬での降着制度は1991年（平成3年）に採用された。日本にはそれ以前は降着制度が無く、制裁は主に失格と過怠金および騎乗停止によるものだった。
現在の日本において降着制度が存在するのは競馬だけである。現行の競馬においては、一見同じ度合の斜行に見えても被害の大小など様々な理由により処分の異なるケースがある。

## 競輪
競輪では、通常の男子競輪で行われる「先頭固定競走」、ガールズケイリン及びKEIRIN ADVANCEで行われる「インターナショナル先頭固定競走」、250競走（PIST6）それぞれで失格となる基準が異なる。降着は無いため、失格とならなければ着順は到達順位の通りとなるが、失格に至らない場合でも重大走行注意・走行注意と判定され、その場合は選手に違反点が課せられる（250競走の場合は失格も含め罰金支払い）。

### 先頭固定競走
- 外側への斜行を内外線間の幅の4倍程度の幅で急激かつ一方的に行ったとき（内外線間は0.7mであるので、2.8m以上。この規定ではよくイエローラインを越えた場合と勘違いされるが、外帯線からイエローラインの間隔は2.3mであり、この程度であれば抵触しない）。
- イエローラインを越えて、自ら他の選手の進路を著しく狭めたとき（コース外端の金網に著しく寄せるなど危険な走行のとき）。
- 自ら落車し、又は他の選手を落車させた場合
- 自ら自転車を故障し、又は他の選手の自転車を故障させて、事後の競走に重大な支障が生じた場合
- 残り1周半以降、進路を変更させ、またはふらつかせ急激に後退させたとき。

### インターナショナル先頭固定
- 自ら一方的に斜行を行い、内外線間の幅の2倍程度の幅に至った場合
- 自ら一方的に斜行若しくは蛇行を行い、又はそのことによりふらつき等して、他の選手の速度を著しく低下させた場合
- 自ら落車し、又は他の選手を落車させた場合
- 自ら自転車を故障し、又は他の選手の自転車を故障させて、事後の競走に重大な支障が生じた場合

### 250競走(PIST6)
- 最終周回の前回の100m線到達前、進路を変更させ・またはふらつかせ急激に後退させたとき。
- 最終周回の前回の100m線到達後、進路を変更させ・またはふらつかせたとき。

- したがって、横の動きが出来る幅は具体化されておらず、少しの動きでも失格となる場合がある
- 自ら落車し、又は他の選手を落車させた場合
- 自ら自転車を故障し、又は他の選手の自転車を故障させて、事後の競走に重大な支障が生じた場合

## その他
競艇及びオートレースにも斜行のルールが定めれている。
- 競艇の場合は、被害艇が転覆等で失格しなければ加害艇は妨害失格を取られず着順も付くが、不良航法により減点や賞典除外となる。
- オートレースの場合、急激に斜めに進路を変更して後方の選手の進路と交差し、被害車の競走に重大な影響を与えた場合失格となる。